# Yuri Masliukov
Yuri Dmítrievich Masliukov (en ruso, Юрий Дмитриевич Маслюков; Leninabad, 30 de septiembre de 1937 – Moscú, 1 de abril de 2010) fue un político ruso, que estuvo al frente del Gosplan durante tres años antes de la desaparición de la Unión Soviética y posteriormente fue primer vice primer ministro de la Federación Rusa en 1998–1999.

## Biografía
Yuri Masliukov se graduó en el Instituto Mecánico de Leningrado.
Maslyukov ocupó diferentes cargos dentro de la Unión Soviética y la Federación Rusa. Dentro del PCUS, fue miembro candidato del Politburó del Comité Central en 1988-1989 y miembro a todos los efectos a partir del 20 de septiembre de 1989 hasta el 14 de julio de 1990. Antes del caída de la Unión Soviética, ocupó cargos de alta responsabilidad como el cargo de Primer Viceministro de Industria de Defensa de la Unión Soviética. Después de la disolución de la Unión Soviética, se unió al Partido Comunista de la Federación de Rusia (PCFR).
Masliukov fue el único miembro comunicas del Gabinete de Boris Yeltsin, haciendo las funciones de Viceprimer Ministro de la Federación Rusa en la crisis financiera en Rusia de 1998. Una de sus últimas responsabilidades fue la del Comité de Asuntos Presupuestarios e Impuestos de la Duma Estatal, hasta su muerte el 1 de abril de 2010.

## Premios y distinciones
- Orden de Lenin
- Orden de la Revolución de Octubre
- Orden de la Bandera Roja del Trabajo
- Orden de la Insignia de Honor
- Diploma del Gobierno de la Federación Rusa (1997, 1999 y 2002)
- Gratitud del Gobierno de la Federación Rusa (2007)